# Скуфија
Скуфија (гр. скоувфиа, сковуфо) је мека монашка капа, најчешће конусног облика. Углавном је црне боје. 
Често је носе и свештеници.
Скуфија се не носи током богослужења, већ је монаси и свештеници углавном носе када су обучени у мантије, а не врше богослужбене радње.